# フィンランド福音ルター派教会

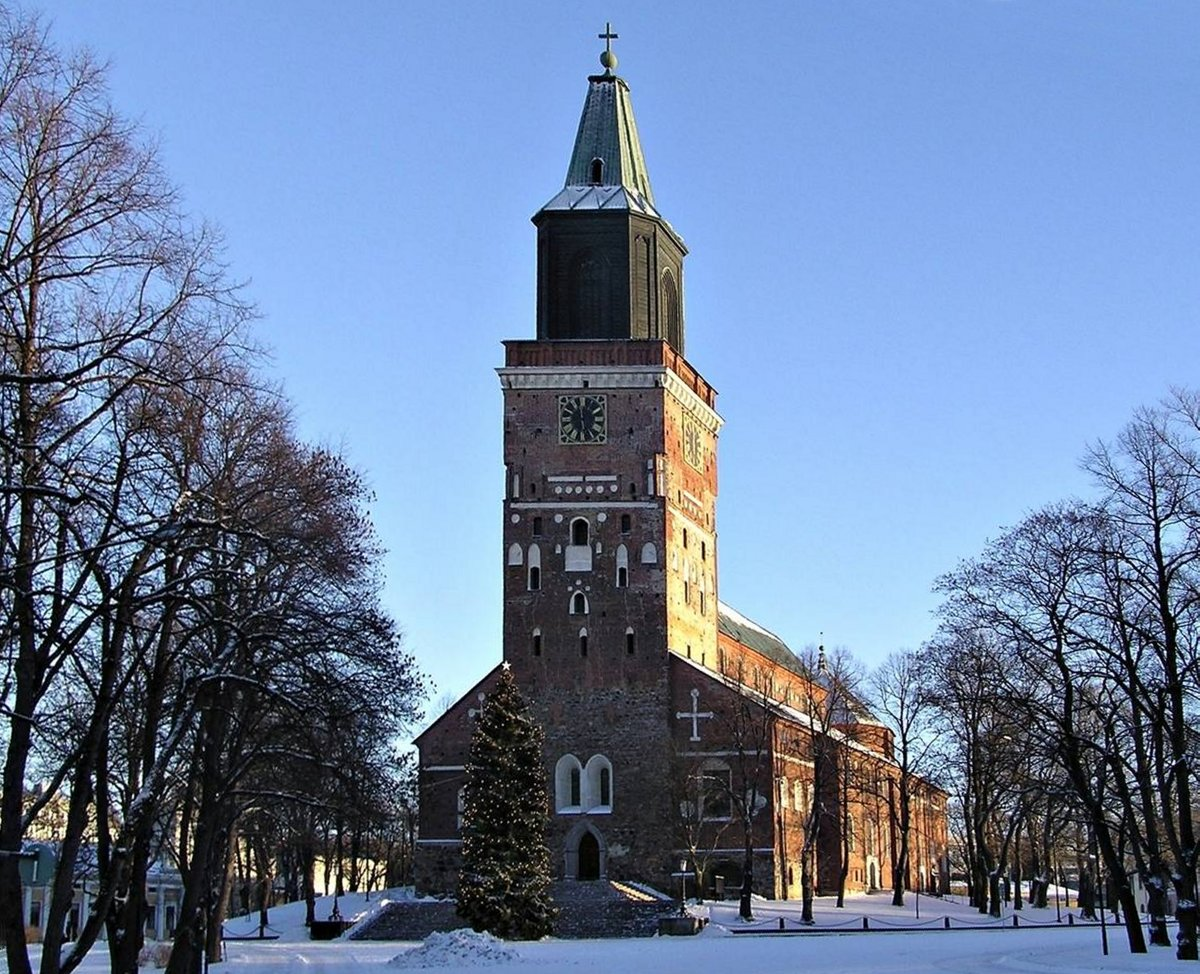
トゥルク大聖堂, フィンランド最古の教会であると同時に、首座監督が在住するフィンランド福音ルター派教会の霊的指導の中心地である。

フィンランド福音ルター派教会 (フィンランド語:  Suomen evankelis-luterilainen kirkko , スウェーデン語:  Evangelisk-lutherska kyrkan i Finland ,  英語: Evangelical Lutheran Church of Finland ）は、フィンランド正教会と同様にフィンランドの国教と位置づけられている。フィンランド国民の 約80.6 % がフィンランド福音ルター派教会員である 。

## 歴史
スウェーデン統治時代の1527年、宗教改革が導入され始めた。1809年までフィンランドのキリスト教会はスウェーデン国教会の一部であった。第二次ロシア・スウェーデン戦争の結果、スウェーデンによるフィンランド支配は終わり、1809年、ロシア皇帝 アレクサンドル1世がフィンランド大公となり、フィンランドを立憲君主制の大公国とした。内政はフィンランド人が担当し、公用語はスウェーデン語、後にフィンランド語が追加された。フィンランド大公国が成立すると、ロシア皇帝アレクサンドル1世はポルヴォー議会を開催し、フィンランド福音ルター派教会の法的地位を承認した。1817年、トゥルクの監督がフィンランド教会の首座監督の地位に上がった。19世紀になると、敬虔主義や保守的信仰による様々な信仰覚醒運動が起こった。当初教会はこれらの運動を否定的に見なしたが、1869年には信仰覚醒運動関係の集会を禁止した総会決議を無効にし、これらの信徒運動を地域教会共同体に取り込んだ。フィンランド独立後、1923年に信教の自由がフィンランド憲法に定められた。現在では国教会であるフィンランド福音ルター派教会から離脱して、他の教会に加入することも可能である。

## 教会の社会的重要性

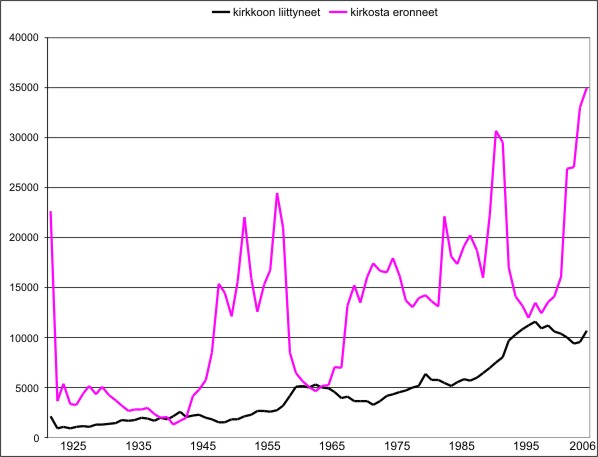
教会離脱者数 (紫色)と教会加入者数(黒色)。幼児洗礼と死亡は対象外

2008年末、フィンランド福音ルター派教会の教会員数は4,294,199 人であった 。信仰を告白しているフィンランド国民の97 %以上がフィンランド福音ルター派教会に加入している。ただし、教会所属者における圧倒的優位はここ数年来衰えている。とりわけ2003年における教会離脱法制定以後、国民の14.7%が非信仰者になった 。さらに、週ごとに礼拝に出席する者は教会員総数の2%に過ぎない。約10%が月に1度教会に通う 
大半の信仰者はクリスマス、復活祭のような重要な行事か家族の洗礼、結婚、葬儀の機会においてのみ教会の礼拝に出席している。しかしながら、フィンランド国民から教会は高い尊敬を受けており、とりわけ地方において大切な社会的ネットワークとして存在している。農村地域において、信仰覚醒運動が教会共同体の生活を支え、支配している。フィンランド北部において、敬虔主義が広く浸透している。フィンランド全体で約120,000人の支持者がいる 。とりわけ、サボーとポフヤンマー県は敬虔主義グループが強い支持を受けている。

## 教会組織
フィンランド福音ルター派教会は現在9つの教区で構成されている。1276年に設立されたトゥルク教区が最も歴史があり、今日においても最も高い権威を有している。トゥルク教区の監督はフィンランド福音ルター派教会の首座監督である。

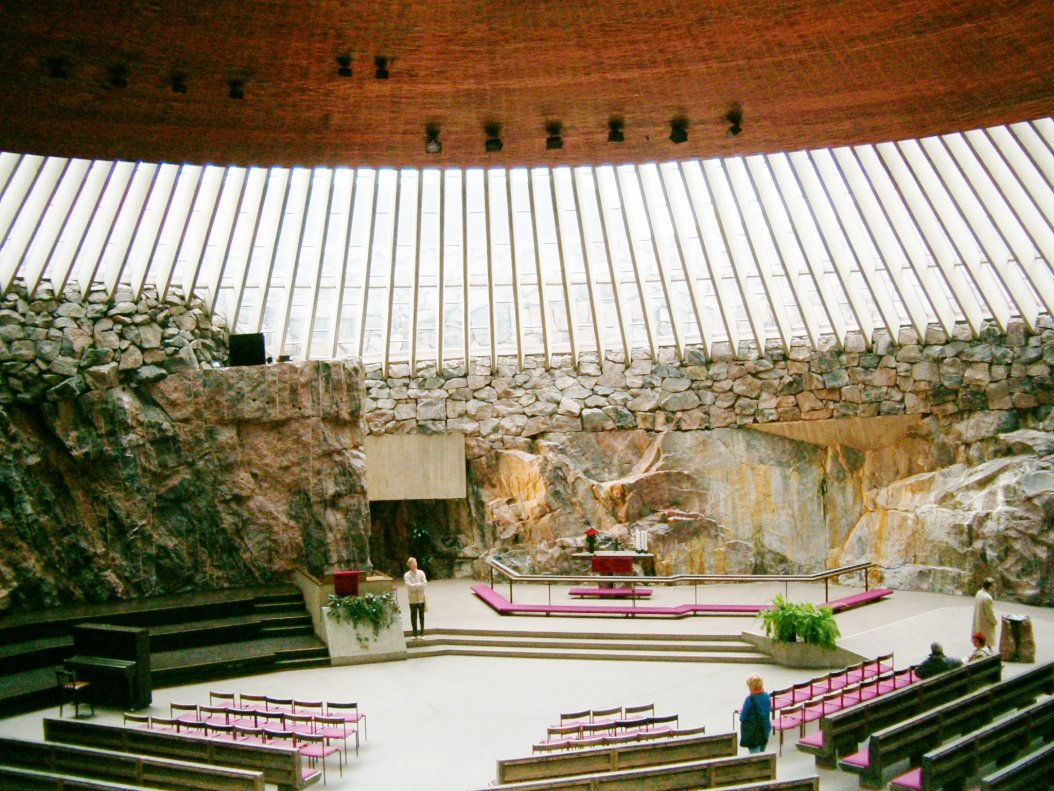
テンペリアウキオ教会内部

ポルヴォー教区はスウェーデン系フィンランド人信徒の多い重要な場所である。
フィンランド福音ルター派教会の教区一覧:
| 教区Bistum       | 設立年Gründungsjahr | 監督在住地Sitz             | 聖堂Dom              | 監督Bischof                                           |
| ---------------- | ------------------- | -------------------------- | -------------------- | ----------------------------------------------------- |
| トゥルク首座教区 | 1276                | トゥルク                   | トゥルク大聖堂       | 首座監督 Tapio Luoma 2018– 監督 Kaarlo Kalliala 2011– |
| タンペレ教区     | 1554                | タンペレ (seit 1923)       | タンペレ大聖堂       | 監督 マッティ・レポー 2008–                           |
| タンペレ教区     | 1554                | ポルヴォー (1723–1923)     | ポルヴォー大聖堂     | 監督 マッティ・レポー 2008–                           |
| タンペレ教区     | 1554                | ヴィボルグ (1554–1723)     | ヴィボルグ大聖堂     | 監督 マッティ・レポー 2008–                           |
| オウル教区       | 1851                | オウル (1900以降)          | オウル大聖堂         | 監督 Jukka Keskitalo 2018–                            |
| オウル教区       | 1851                | クオピオ (1851–1900)       | クオピオ大聖堂       | 監督 Jukka Keskitalo 2018–                            |
| ミッケリ教区     | 1879                | ミッケリ (seit 1945)       | ミッケリ大聖堂       | 監督 セッポ・ヘッキネン 2009–                         |
| ミッケリ教区     | 1879                | ヴィープリ (1924–1945)     | Dom von Wyborg       | 監督 セッポ・ヘッキネン 2009–                         |
| ミッケリ教区     | 1879                | サヴォンリンナ (1879–1924) | サヴォンリンナ大聖堂 | 監督 セッポ・ヘッキネン 2009–                         |
| ポルヴォー教区   | 1923                | ポルヴォー                 | ポルヴォー大聖堂     | 監督 Bo-Göran Åstrand 2019–                           |
| クオピオ教区     | 1939                | クオピオ                   | クオピオ大聖堂       | Bischof Jari Jolkkonen 2012–                          |
| ラプラ教区       | 1959                | ラプラ                     | ラプラ大聖堂         | Bischof Simo Peura 2004–                              |
| ヘルシンキ教区   | 1959                | ヘルシンキ                 | ヘルシンキ大聖堂     | Teemu Laajasalo 2017–                                 |
| エスポー教区     | 2004                | エスポー                   | エスポー大聖堂       | Kaisamari Hintikka 2019–                              |
| 軍事監督         | 1941                | なし                       | なし                 | Pekka Särkiö(大尉) 2012-                              |

フィンランド福音ルター派教会はルター派世界連盟に加盟しており、エキュメニカル教会協議会(ÖRK)と欧州教会会議(KEK)にも属している。フィンランド福音ルター派教会はポルヴォー・コミュニオンにも加盟している。

## 著名教会
- テンペリアウキオ教会　ヘルシンキ郊外にあるスオマライネン兄弟設計の教会。
- ミュールマキ教会（フィンランド語版）ヘルシンキ郊外にある現代建築の教会。Juha Leiviska（ユハ・レイヴィスカ）設計。

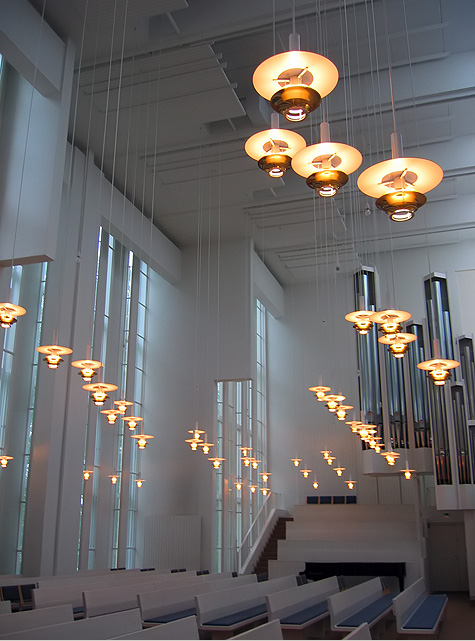
Juha Leiviskä: ミュールマキ教会